# Verein für Deutsche Spitze
Der Verein für Deutsche Spitze ist ein deutscher Hundezuchtverband, der im Jahr 1899 gegründet wurde und seinen Vereinssitz in Köln hat. Er ist Mitglied im Verband für das Deutsche Hundewesen. Er ist verantwortlich für den Rassestandard der Rasse Deutscher Spitz, unterteilt in die Schläge Wolfsspitz (Keeshond), Großspitz, Mittelspitz, Kleinspitz, Zwergspitz sowie die Rassen Japan-Spitz und Volpino Italiano.

## Ziele
Der Verein betrachtet die Deutschen Spitze als Kulturerbe, will diese erhalten und fördern. Für die Deutschen Spitze ist er für den Zuchtstandard weltweit verantwortlich und hat das Recht auf Änderungen. Der heutige Standard beruht auf der Fassung von 1997, welche bei der FCI als Nr. 97 hinterlegt ist.